# Митчелл, Уильям (художник)
Уильям  Митчелл (англ. William Frederick Mitchell; 1845—1914) — британский художник-маринист.

## Биография
Родился в 1845 году в деревне Calshot графства Хэмпшир.
Уильям Митчелл прожил большую часть своей жизни рядом с Портсмутом, создавая картины Королевских ВМФ и торгового флота, а также их владельцев и участников команды судов.
Он также иллюстрировал ежегодное военно-морское издание Brassey's Naval Annual.
Репродукции работ Митчелла были опубликованы в серии иллюстраций, посвященных Королевскому ВМФ Великобритании. Многие его работы находятся в коллекции Национального морского музея в Гринвиче, Англия.
В 1904 году художник написал в журнале The Messenger короткую автобиографию, где рассказал о болезни скарлатиной, которая лишила его слуха, и как отец, служивший в берговой охране, с самого начала учил его говорить. Как после женитьбы в 1881 году на мисс Вудман, он переехал жить на остров Уайт. В публикации он сообщал также, что среди его покровителей были королева Виктория, король Эдуард VII и русский Великий князь Михаил Михайлович.
Умер в 1914 году в городе Райд на острове Уайт, Великобритания.

## Труды
За свою карьеру художника написал более чем 3500 картин. Работал в основном акварелью, изредка писал маслом.

Некоторые работы
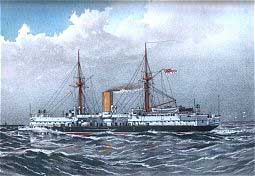
HMS Colossus
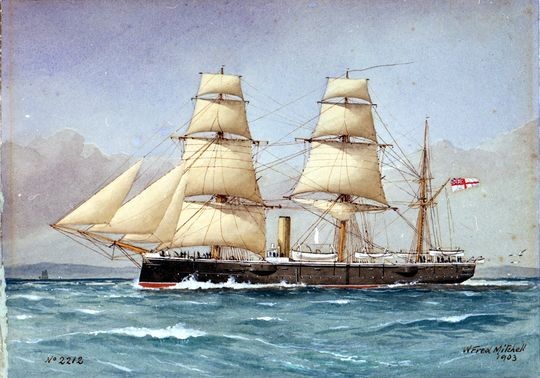
HMS Comus
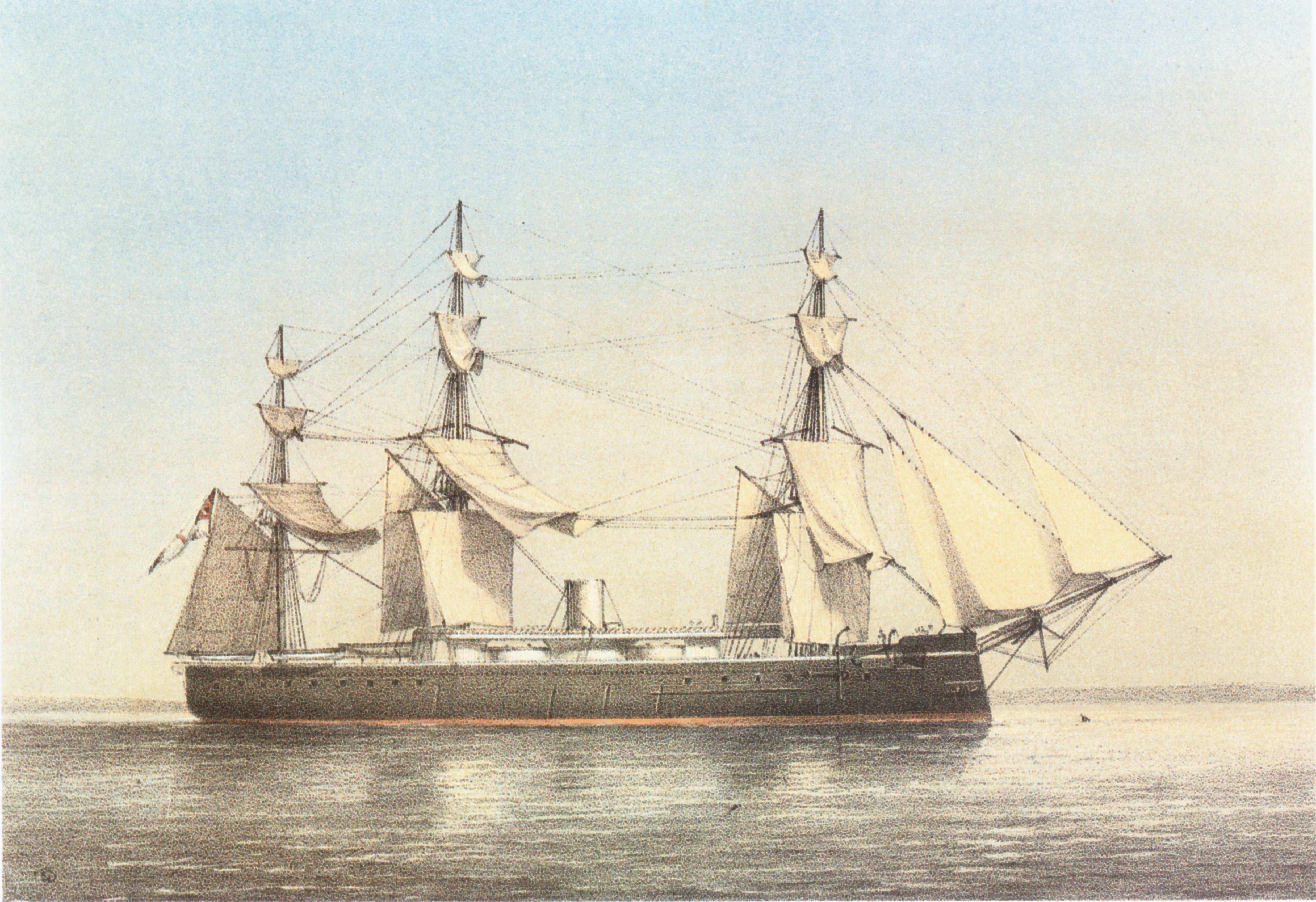
HMS Monarch
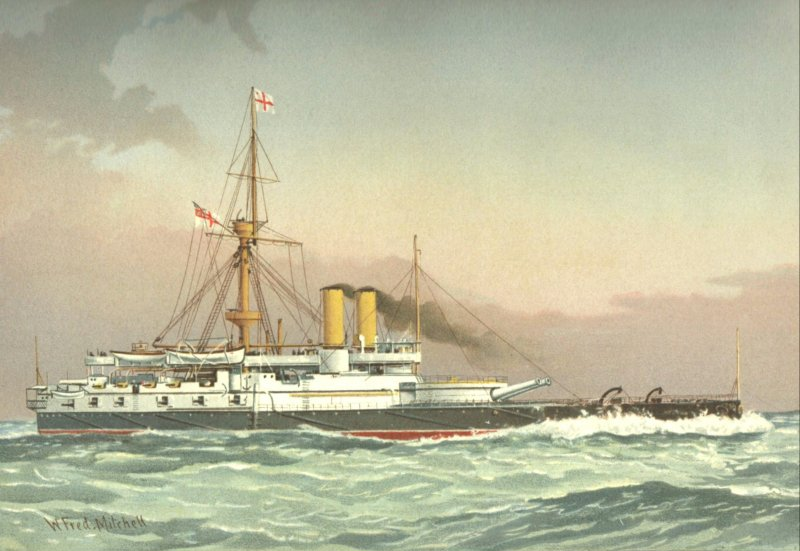
HMS Victoria